# AssemblyAI
AssemblyAI — американский стартап, разрабатывающий технологии расшифровки речи на основе искусственного интеллекта. Офис компании находится в Сан-Франциско. Продуктами AssemblyAI пользуются компании WSJ, NBC Universal и Spotify.

## Описание
В августе 2017 года инженер Дилан Фокс, рассказывая о задачах запускаемого стартапа, говорил, что он создаётся для персонализированного распознавания речи и расшифровки телефонных звонков. Технология распознаёт «неограниченное количество пользовательских слов без какого-либо обучения».
Он подчёркивал, что большинство существовавших на тот момент программ для распознавания речи были разработаны как универсальные, на все случаи жизни, и приспособить их к какой-то специфической области было очень затратно. AssemblyAI был создан, чтобы сделать этот процесс проще, дешевле и быстрее.
Как утверждают разработчики, инструменты, которые создала компания, позволяют, например, просто — одной-двумя строками кода — проверить подкаст на наличие запрещённого контента, определить участников разговора или сделать обобщение беседы менее чем в 100 словах.
Платформа обучена на большом количестве разнообразных аудиоданных, и это позволяет ей с большой точностью распознавать и транскрибировать речь с различными акцентами, на разных языках и в разных условиях. Авторы обзоров технологии утверждают, что для сервиса не является помехой шумный фон, нескольких говорящих или используемый технический жаргон. AssemblyAI предлагает функции транскрибирования в реальном времени. Платформа распознаёт несколько десятков языков.

## История
Компания была основана в 2017 году.
К середине 2022 года у стартапа уже были сотни клиентов, платящих за использование её разработок, и тысячи, пользующиеся её бесплатными сервисами. Только за первую половину того года доходы компании утроились. По словам Фокса, развитие компании подхлестнула пандемия коронавируса с массовым переходом на удалённую работу и ростом популярности аудио и видеоформатов, таких, например, как видеоконференции.
В марте 2022 года AssemblyAI привлёк финансирование в размере 28 млн долларов, в июле того же года — ещё 30 млн.
В декабре 2023 года инвесторы вложили в стартап ещё 50 млн долларов.

## Руководство
Создатель и генеральный директор AssemblyAI — Дилан Фокс (Dylan Fox), бывший инженер компании Cisco, где он занимался вопросами машинного обучения.